# Up in It
Up in It é o segundo álbum da banda The Afghan Whigs, o primeiro lançado pela Sub Pop. As versões em LP e fita cassete não continham nenhuma música do álbum Big Top Halloween, ao contrário da versão em CD. Porém, continham a música "Now We Can Begin", que não foi incluída na versão em CD.

## Faixas
Todas as faixas foram compostas por Greg Dulli, exceto onde indicado.
| N.º | Título                                        | Duração |  |
| 1.  | "Retarded" (Dulli, McCollum)                  | 3:25    |  |
| 2.  | "White Trash Party" (Dulli, McCollum, Curley) | 3:05    |  |
| 3.  | "Hated" (Dulli, McCollum)                     | 3:37    |  |
| 4.  | "Southpaw"                                    | 3:20    |  |
| 5.  | "Amphetamines and Coffee" (Kopasz)            | 1:55    |  |
| 6.  | "Hey Cuz"                                     | 3:49    |  |
| 7.  | "You My Flower"                               | 3:48    |  |
| 8.  | "Son of the South"                            | 4:12    |  |
| 9.  | "I Know Your Little Secret"                   | 4:22    |  |
| 10. | "Big Top Halloween" (Dulli, Curley)           | 3:31    |  |
| 11. | "Sammy" (Dulli, Curley)                       | 3:15    |  |
| 12. | "In My Town" (Dulli, Curley)                  | 2:59    |  |
| 13. | "I Am The Sticks" (Dulli, Curley)             | 4:19    |  |

## Créditos
- Greg Dulli: guitarra, vocal
- Rick McCollum: guitarra
- John Curley: baixo
- Steve Earle: bateria, percussão